# Taichi Fukui
Taichi Fukui (japonés: 福井 太智, Fukui Taichi, Kanagawa, 15 de julio de 2004) es un futbolista japonés que juega como centrocampista en el F. C. Arouca de la Primeira Liga.

## Estadísticas

### Clubes
Actualizado al último partido disputado el 3 de noviembre de 2024.
| Club                           | Div.          | Temporada     | Liga  | Liga  | Liga   | Copas nacionales | Copas nacionales | Copas nacionales | Copas internacionales | Copas internacionales | Copas internacionales | Total | Total | Total  |
| Club                           | Div.          | Temporada     | Part. | Goles | Asist. | Part.            | Goles            | Asist.           | Part.                 | Goles                 | Asist.                | Part. | Goles | Asist. |
| ------------------------------ | ------------- | ------------- | ----- | ----- | ------ | ---------------- | ---------------- | ---------------- | --------------------- | --------------------- | --------------------- | ----- | ----- | ------ |
| Sagan Tosu Japón               | 1.ª           | 2021          | 4     | 0     | 0      | 7                | 0                | 3                | ―                     | ―                     | ―                     | 11    | 0     | 3      |
| Sagan Tosu Japón               | 1.ª           | 2022          | 1     | 0     | 0      | 3                | 0                | 0                | ―                     | ―                     | ―                     | 4     | 0     | 0      |
| Sagan Tosu Japón               | Total club    | Total club    | 5     | 0     | 0      | 10               | 0                | 3                | 0                     | 0                     | 0                     | 15    | 0     | 3      |
| Bayern de Múnich II · Alemania | 4.ª           | 2022-23       | 12    | 0     | 4      | ―                | ―                | ―                | ―                     | ―                     | ―                     | 12    | 0     | 4      |
| Bayern de Múnich II · Alemania | 4.ª           | 2023-24       | 15    | 1     | 0      | ―                | ―                | ―                | ―                     | ―                     | ―                     | 15    | 1     | 0      |
| Bayern de Múnich II · Alemania | Total club    | Total club    | 27    | 1     | 4      | 0                | 0                | 0                | 0                     | 0                     | 0                     | 27    | 1     | 4      |
| Bayern de Múnich · Alemania    | 1.ª           | 2023-24       | 0     | 0     | 0      | 1                | 0                | 0                | 0                     | 0                     | 0                     | 1     | 0     | 0      |
| Bayern de Múnich · Alemania    | Total club    | Total club    | 0     | 0     | 0      | 1                | 0                | 0                | 0                     | 0                     | 0                     | 1     | 0     | 0      |
| Portimonense S. C. Portugal    | 1.ª           | 2023-24       | 13    | 1     | 1      | —                | —                | —                | —                     | —                     | —                     | 13    | 1     | 1      |
| Portimonense S. C. Portugal    | Total club    | Total club    | 13    | 1     | 1      | 0                | 0                | 0                | 0                     | 0                     | 0                     | 13    | 1     | 1      |
| F. C. Arouca Portugal          | 1.ª           | 2024-25       | 10    | 0     | 0      | 0                | 0                | 0                | —                     | —                     | —                     | 10    | 0     | 0      |
| F. C. Arouca Portugal          | Total club    | Total club    | 10    | 0     | 0      | 0                | 0                | 0                | 0                     | 0                     | 0                     | 10    | 0     | 0      |
| Total carrera                  | Total carrera | Total carrera | 55    | 2     | 5      | 11               | 0                | 3                | 0                     | 0                     | 0                     | 66    | 2     | 8      |